# Eueana niveociliaria
Eueana niveociliaria es una especie de polilla de la familia Geometridae, descrita por primera vez por Gottlieb August Wilhelm Herrich-Schäffer en 1870, con una amplia distribución en el estado estadounidense de Florida, así como en las Bahamas, Cuba y Jamaica. El lectotipo de la especie fue descrita en la laguna costera "Indian River" del estado de Florida.
Es una polilla pequeña, con una envergadura de unos 20 milímetros (0,8 plg). Las larvas se alimentan de Krugiodendron ferreum y Reynosa latifolia.